# Dredge
Dredge é um RPG de aventura e terror de pesca de 2023 desenvolvido pela Black Salt Games e publicado pela Team17. O jogo acompanha um pescador que encontra criaturas cada vez mais lovecraftianas à medida que se aventura em um arquipélago de mundo aberto. Foi lançado em 30 de março de 2023, para Microsoft Windows, Xbox One, Xbox Series X/S, Nintendo Switch, PlayStation 4 e PlayStation 5, e foi lançado oficialmente para Android, iOS, iPadOS, e macOS em fevereiro de 2025.

## Jogabilidade
Em Dredge o jogador controla um pequeno barco de pesca motorizado. O jogo se passa em um ciclo dia-noite, onde ações específicas do jogador, como velejar ou pescar, adiantam o relógio. O jogador pode procurar peixes para pescar ou itens subaquáticos para resgatar em determinados pontos, onde joga um breve minijogo para trazer sua captura a bordo. Se o jogador permanecer fora durante a noite, um medidor de pânico começa a subir, com níveis mais altos levando a alucinações que mudam a realidade ao redor do barco, criando perigos que podem danificar a embarcação do jogador; no entanto, alguns peixes só ficam disponíveis durante a noite, forçando o jogador a permanecer fora durante esses períodos. As águas ao redor do arquipélago também contêm uma série de monstros marinhos que podem atacar o jogador.
Após atracar no assentamento principal ou com um comerciante viajante, os jogadores podem vender sua captura e comprar novos equipamentos para seu barco, como luzes mais brilhantes, motores mais rápidos ou equipamentos de pesca melhores que expandem os tipos de peixes que podem ser capturados. O barco tem um espaço predeterminado a bordo, e o jogador deve escolher qual equipamento acomodar, além do espaço para sua pesca; no entanto, os jogadores podem aprimorar seu barco, expandindo sua capacidade e resistência a danos. Em outras docas espalhadas pelo arquipélago, o jogador também pode aceitar missões secundárias, completando tarefas para os moradores das ilhas para ganhar recompensas, além de parar e descansar, o que diminui o pânico e acelera o tempo do jogador.

## Enredo
Um pescador navega até a cidade costeira de Greater Marrow, situada em um arquipélago distante, para aceitar uma oferta de emprego como pescador local da cidade. Embora o trabalho comece normalmente, o pescador logo começa a notar fenômenos estranhos, especialmente à noite, quando se depara com névoas estranhas, rochas que surgem repentinamente do nada, navios fantasmas, animais selvagens hostis, monstros marinhos e a sensação de estar sendo observado. Além disso, enquanto navega pelo arquipélago, ele começa a encontrar mensagens em garrafas, que são entradas de diário escritas por uma esposa recém-casada conhecida apenas como J.J., enquanto ela conta como chegou ao arquipélago com o marido, a quem ela testemunhou desenterrando um misterioso caixão do fundo do mar, que ele posteriormente abriu e liberou uma névoa sobrenatural que assola o arquipélago até hoje. Um gigantesco monstro marinho chamado Leviatã então acordou e destruiu o barco deles, matando J.J. e deixando o marido e o velho prefeito presos em uma pequena ilha. Na verdade, o Pescador se vê perseguido pelo próprio Leviatã, que aparentemente é o guardião do arquipélago e está determinado a impedir que o Pescador deixe a área.
O Pescador então encontra um homem chamado Colecionador, que vive sozinho em uma mansão isolada em uma ilha. O Colecionador o incumbe de explorar as outras ilhas do arquipélago e as ruínas antigas que elas escondem para recuperar diversas relíquias. O Colecionador também usa um livro único chamado Livro das Profundezas para conceder ao Pescador poderes sobrenaturais que ele pode usar em suas expedições. Assim que o Pescador coletar todas as relíquias, ele pode entregá-las ao Colecionador ou retê-las.
- Se o Pescador entregar as relíquias, o Colecionador revela ser o marido de J.J., que recuperou o Livro das Profundezas do caixão e descobriu um ritual que poderia ressuscitá-lo. Ele ordenou que o Pescador reunisse as relíquias, todos os itens pessoais de J.J., pois eram necessários para o ritual. O Pescador leva o Colecionador até a parte do oceano onde J.J. havia se afogado e realiza o ritual, jogando as relíquias coletadas ao mar. O ritual ressuscita J.J. com sucesso, mas também desperta uma enorme besta sobrenatural semelhante a Cthulhu, destruindo a Medula Maior e presumivelmente o resto do mundo..
- Se o Pescador retiver as relíquias, ele confronta o Colecionador e descobre, para seu choque, que este é fruto de sua própria imaginação, um avatar de suas próprias memórias reprimidas e da culpa pela morte de J.J. Em vez de seguir o comando do Colecionador, o Pescador parte para o mar e joga o Livro das Profundezas no oceano, resultando em ele, o livro e seu barco sendo engolidos pelo Leviatã. Depois disso, a névoa sobrenatural que assola o arquipélago desaparece.

### The Pale Reach
O Pescador segue para o sul do arquipélago para descobrir The Pale Reach, um bioma congelado que aparece e desaparece a cada poucos anos. Depois de ajudar um fotógrafo da natureza a capturar uma criatura voraz semelhante a um narval, além de encontrar e montar um aríete quebra-gelo para seu barco, o Pescador se encontra na trilha de uma tripulação de expedição ártica que desapareceu há quase 100 anos enquanto investigava The Pale Reach, encontrando entradas de diário que revelam que o Capitão, o Navegador e o Contramestre da tripulação ficaram fascinados pelos restos devastados e ainda vivos de um enorme monstro sobrenatural preso no gelo. Enquanto a tripulação tentava libertar a criatura sob a promessa de um tesouro, o Primeiro Oficial liderou um motim, terminando com a tripulação morrendo ou fugindo de The Pale Reach, com apenas os quatro homens restantes e ficando presos no gelo, ainda presos à criatura e incapazes de morrer.  Depois de encontrar machados de gelo encantados, o Pescador consegue libertar os homens do tormento, mas a morte deles também mata a criatura.

### The Iron Rig
O Pescador se depara com uma plataforma petrolífera pertencente à Ironhaven Company e conhece dois de seus principais funcionários, o Capataz e o Cientista. O Capataz pede ao Pescador que recupere os carregamentos de suprimentos perdidos para que eles possam concluir a construção da plataforma petrolífera, enquanto o Cientista solicita que o Pescador colete amostras da vida selvagem local para estudo. Eventualmente, o Pescador traz suprimentos suficientes para o Capataz terminar a construção da plataforma petrolífera, e eles prosseguem com a perfuração no fundo do mar. No entanto, isso faz com que fissuras se abram no fundo do mar, liberando uma gosma escura que começa a mutar os peixes. O Cientista faz o Pescador coletar amostras mutadas, mas a exposição aos peixes corrompidos faz com que o Cientista se transforme em um monstro e ele escape para o oceano. Enquanto isso, o Executivo chega e ordena ao Capataz que continue a perfuração, mesmo que isso esteja irritando os monstros marinhos locais.  Com medo dos monstros, mas sem querer ser demitido, o Capataz pede ao Pescador que sabote o sistema de defesa da plataforma petrolífera, o que, esperançosamente, convencerá o Executivo a abortar a perfuração. O Pescador obedece e, com o sistema de defesa inoperante, um monstro marinho com tentáculos ataca a plataforma petrolífera, destruindo a perfuratriz antes de ser devorado pelo Leviatã. O Executivo foge de helicóptero, e o Capataz concorda em continuar fornecendo ao Pescador equipamentos avançados até que ele e o restante da tripulação da plataforma petrolífera possam evacuar.

## Desenvolvimento
Dredge iniciou o desenvolvimento em 2020 pelo estúdio neozelandês Black Salt Games. A equipe se inspirou em outros jogos com atmosferas opressivas, como Papers, Please e Frostpunk. A névoa foi usada como uma ferramenta artística para contrastar o dia, que é quase completamente claro, com a noite, onde o jogador mal consegue ver o que está à sua frente. Um desenvolvedor descreveu o processo de criação dos peixes mutantes do jogo, dizendo que eles estavam "inventando os adjetivos mais loucos para descrever esses peixes malucos".
Em maio de 2023, a Black Salt Games anunciou uma série de atualizações futuras para o jogo, incluindo personalização de barco, um modo de foto, um "modo passivo" que torna as criaturas hostis não mais agressivas, permitindo uma jogabilidade menos estressante, e uma expansão de DLC paga girando em torno da misteriosa Ironhaven Corporation. Uma expansão DLC adicional intitulada The Pale Reach, contendo um novo bioma polar, foi anunciada em outubro de 2023.
Em 15 de dezembro de 2023, o conteúdo crossover baseado em Dredge foi lançado como DLC gratuito para o jogo Dave the Diver da Mintrocket. Outro DLC pago, The Iron Rig, foi anunciado em junho de 2024 para ser lançado em 16 de agosto. Ports para Android, iOS, e macOS estão programados para serem lançados em 27 de fevereiro de 2025. Uma demonstração estará disponível para usuários de iOS e Mac, que também poderão fazer a pré-encomenda da edição móvel.

## Recepção
Dredge recebeu críticas "geralmente favoráveis", de acordo com o agregador de críticas, Metacritic.
Escrevendo para a Eurogamer, Edwin Evans-Thirlwell sentiu que ao longo do jogo ele não "evoluiu muito", ao mesmo tempo em que criticou a capacidade do jogador de atualizar sua nave para tornar os desafios triviais.
Roland Ingram, da Nintendo Life, elogiou as seções noturnas, escrevendo que "A história implacavelmente o envia para fora de sua zona de conforto, para entre penhascos traiçoeiros ou flutuando vulneravelmente em águas escuras e profundas doentias".
Na análise do jogo feita pelo GamesRadar+, Ali Jones escreveu que não gostou da progressão final do jogo, mas gostou do design de som, dizendo que "o pequeno trinado de piano que surge quando você puxa um desses pesadelos é o suficiente para causar arrepios na espinha até mesmo nos dias mais idílicos do jogo".

### Vendas
Dredge vendeu mais de 100.000 cópias nas primeiras 24 horas após o lançamento, um marco que os desenvolvedores esperavam que levaria um ano ou mais para ser alcançado. Em outubro de 2023, a Black Salt Games relatou que Dredge havia vendido um milhão de cópias.

### Prêmios
Dredge foi eleito um dos melhores jogos de 2023 em listas compiladas pela GamesRadar+, Time, The Guardian, Svenska Dagbladet, e Polygon.
| Ano  | Cerimônia                                       | Categoria                                       | Resultado      | Ref.          |
| ---- | ----------------------------------------------- | ----------------------------------------------- | -------------- | ------------- |
| 2023 | Golden Joystick Awards                          | Best Indie Game                                 | Indicado       | [ 34 ]        |
| 2023 | The Game Awards 2023                            | Best Independent Game                           | Indicado       | [ 35 ]        |
| 2023 | The Game Awards 2023                            | Best Debut Indie Game                           | Indicado       | [ 35 ]        |
| 2023 | IGN Awards 2023                                 | Best Indie Game                                 | Venceu         |               |
| 2024 | The Steam Awards                                | Best Game on Steam Deck                         | Indicado       | [ 36 ] [ 37 ] |
| 2024 | 27th Annual D.I.C.E. Awards                     | Outstanding Achievement for an Independent Game | Indicado       | [ 38 ]        |
| 2024 | 24º Prêmio Escolha dos Desenvolvedores de Jogos | Game of the Year                                | Indicado       | [ 39 ] [ 40 ] |
| 2024 | 24º Prêmio Escolha dos Desenvolvedores de Jogos | Best Debut                                      | Indicado       | [ 39 ] [ 40 ] |
| 2024 | 24º Prêmio Escolha dos Desenvolvedores de Jogos | Best Design                                     | Indicado       | [ 39 ] [ 40 ] |
| 2024 | 24º Prêmio Escolha dos Desenvolvedores de Jogos | Innovation Award                                | Menção honrosa | [ 39 ] [ 40 ] |
| 2024 | 24º Prêmio Escolha dos Desenvolvedores de Jogos | Best Narrative                                  | Menção honrosa | [ 39 ] [ 40 ] |
| 2024 | 24º Prêmio Escolha dos Desenvolvedores de Jogos | Best Visual Art                                 | Menção honrosa | [ 39 ] [ 40 ] |
| 2024 | 24º Prêmio Escolha dos Desenvolvedores de Jogos | Audience Award                                  | Indicado       | [ 39 ] [ 40 ] |
| 2024 | 20th British Academy Games Awards               | Best Game                                       | Indicado       | [ 41 ]        |
| 2024 | 20th British Academy Games Awards               | Debut Game                                      | Indicado       | [ 42 ] [ 43 ] |
| 2024 | 20th British Academy Games Awards               | Game Design                                     | Indicado       | [ 42 ] [ 43 ] |
| 2024 | 20th British Academy Games Awards               | Narrative                                       | Indicado       | [ 42 ] [ 43 ] |
| 2024 | 20th British Academy Games Awards               | New Intellectual Property                       | Indicado       | [ 42 ] [ 43 ] |
| 2024 | Prêmio Nebula                                   | Best Game Writing                               | Indicado       | [ 44 ]        |
| 2024 | Prêmio Hugo                                     | Best Game or Interactive Work                   | Indicado       | [ 45 ]        |

## Adaptação cinematográfica
Uma adaptação cinematográfica live-action está sendo desenvolvida pela produtora Story Kitchen.

## Ligações Externas
- Sítio oficial
- Dredge. no IMDb.
- Dredge no MobyGames